# Royal Geographical Society Island
Royal Geographical Society Island ist eine Insel am Übergang vom Queen Maud Gulf zur Victoria Strait.
Sie ist die Hauptinsel der Royal Geographical Society Islands und gehört zum kanadischen Territorium Nunavut.
Die Insel hat eine Fläche von 458,1 km² und erreicht eine maximale Höhe von 53 m.
Es gibt drei bezeichnete Landspitzen auf der Insel: Cape Davidson im Südwesten, Cape Adams im Südosten und Wharton Point im Nordwesten. 
Cape Davidson wurde nach dem Geographen George Davidson (1825–1911) benannt.
Die Insel und die Inselgruppe verdanken ihren Namen Roald Amundsen.